# Falk Maria Schlegel

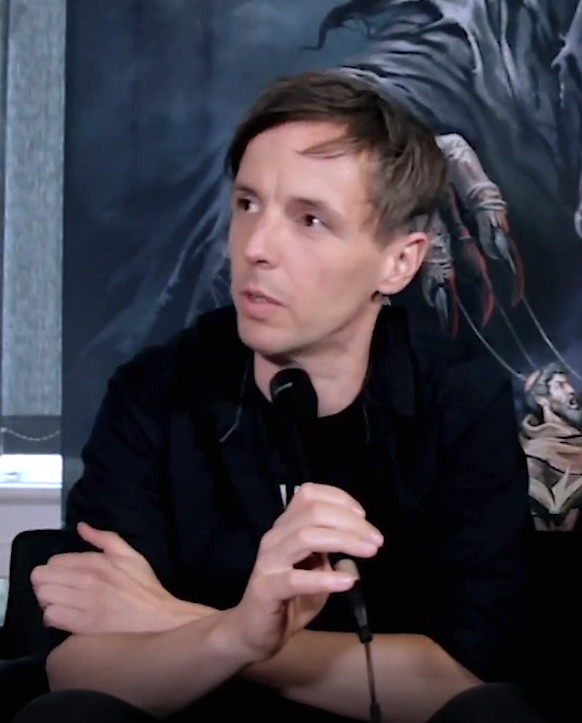
Christian Jost (2018)

Christian Jost (* 29. September 1975 in Saarbrücken) ist ein deutscher Musiker. Er ist Keyboarder der Metal-Band Powerwolf und verkörpert die Figur Falk Maria Schlegel.

## Karriere

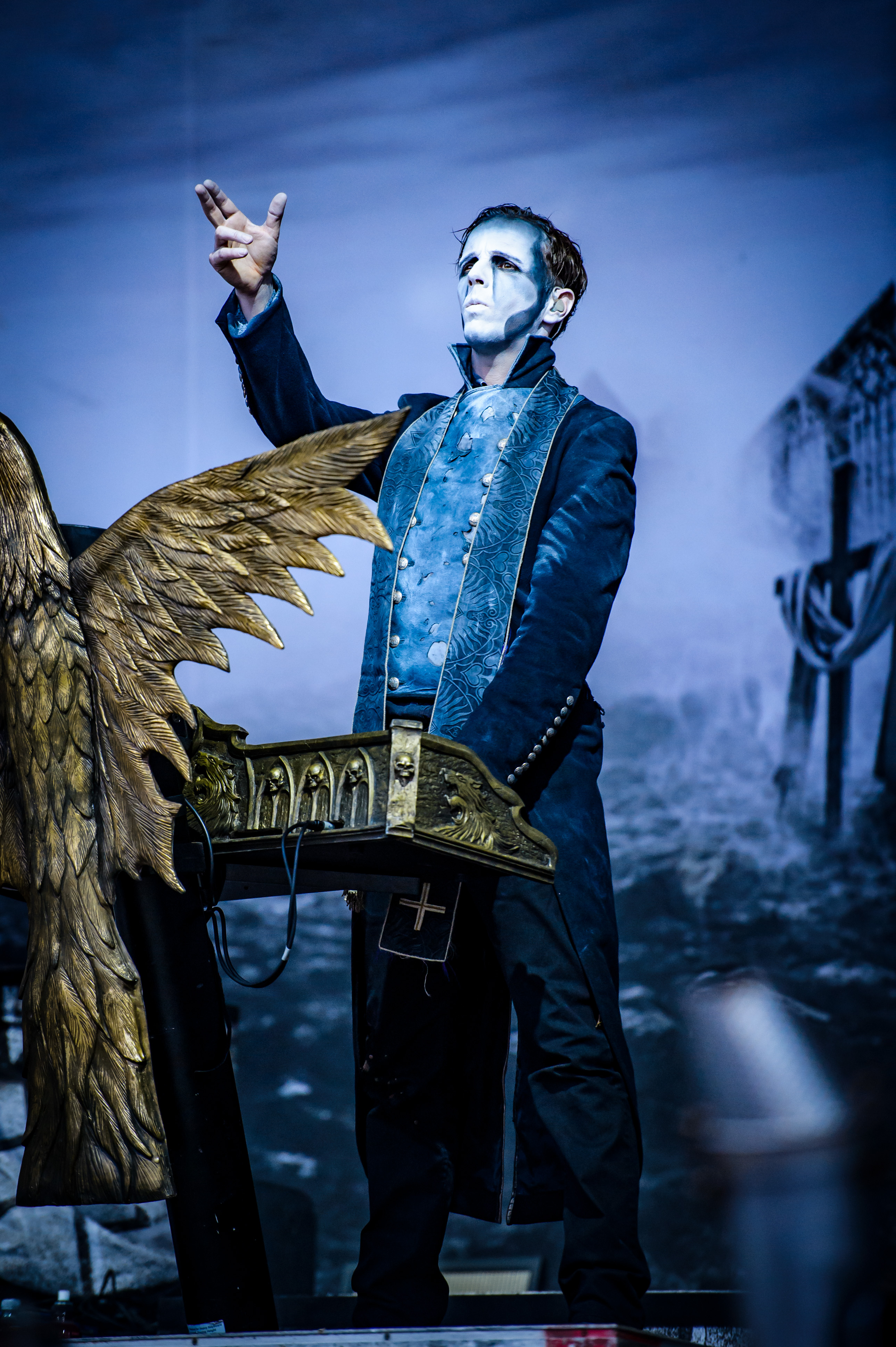
Jost als Falk Maria Schlegel (2017)

1993 war er Mitbegründer der Progressive-Thrash-Metal-Band The Experience. Im Jahr 2002 kam Christian Jost unter dem Künstlernamen „Ray Kitzler“ zu Red Aim. Seit 2003 ist er Keyboarder bei Powerwolf. Darüber hinaus kümmert er sich um alle organisatorischen Belange der Band und ist das Bindeglied zwischen Management, Plattenfirma und Booking Agentur. Er kümmert sich um die wichtigsten Aspekte der Tourneeplanung, die logistische Umsetzung der verschiedenen Bühnenbilder und aller sonstigen anfallenden Planungen und Umsetzungen.

## Diskografie

### Powerwolf
- Return in Bloodred (2005)
- Lupus Dei (2007)
- Bible of the Beast (2009)
- Blood of the Saints (2011)
- Preachers of the Night (2013)
- Blessed & Possessed (2015)
- The Sacrament of Sin (2018)
- Metallum Nostrum (2019)
- Best of the Blessed (2020)
- Call of the Wild (2021)
- Wake Up the Wicked (2024)

### Red Aim
- Flesh For Fantasy (2002)
- Niagara (2003)

### The Experience
- Mental Solitude (1995)
- Realusion (1996)
- Insight (1999)
- Cid: Reflections of a Blue Mind (2001)